# Епархия Лаоага

Провинция Северный Илокос (выделено красным)

Епархия Лаоага (лат. Dioecesis Laoagensis) — епархия Римско-Католической церкви с центром в городе Лаоаг, Филиппины. Епархия Лаоага распространяет свою юрисдикцию на провинцию Северный Илокос. Епархия Лаоага входит в митрополию Новой Сеговии. Кафедральным собором епархии Лаоага является церковь святого Вильгельма. 

## История
5 июня 1961 года Римский папа Иоанн XXIII издал буллу Novae Segobiae, которой учредил епархию Лаоага, выделив её из архиепархии Новой Сеговии.

## Ординарии епархии
- епископ Antonio Lloren Mabutas (5.06.1961 — 25.07.1970), назначен архиепископом-коадъютором Давао
- епископ Rafael Montiano Lim (12.02.1971 — 26.01.1978), назначен епископом Боака
- епископ Edmundo M. Abaya (11.12.1978 — 22.05.1999), назначен архиепископом Новой Сеговии
- епископ Ernesto Antolin Salgado (7.12.2000 — 12.02.2005), назначен архиепископом Новой Сеговии
- епископ Sergio Lasam Utleg (13.11.2006 — 15.06.2011), назначен архиепископом Тугегарао
- епископ Renato Pine Mayugba (с 12 октября 2012 года)

## Источник
- Annuario Pontificio, Libreria Editrice Vaticana, Città del Vaticano, 2003, ISBN 88-209-7422-3
- Булла Novae Segobiae, AAS 54 (1962), стр. 372  (лат.)